# Gare de McGregor
La gare de McGregor est une gare ferroviaire des États-Unis, située sur le territoire de la ville de McGregor dans l'État du Texas. 
C'est la station Amtrak la plus proche de la ville de Waco.

## Service des voyageurs

### Desserte
La gare est desservie par une ligne d'Amtrak :
- Le Texas Eagle: Los Angeles - Chicago